# Gmina Stoszowice
Gmina Stoszowice je polská vesnická gmina v okrese Ząbkowice Śląskie v Dolnoslezském vojvodství. Sídlem gminy je ves Stoszowice.
Gmina má rozlohu 109,82 km² a zabírá 13,7 % rozlohy okresu. Skládá se z 11 starostenství.

## Starostenství
- Budzów
- Grodziszcze
- Jemna
- Lutomierz
- Mikołajów
- Przedborowa
- Różana
- Rudnica
- Srebrna Góra
- Stoszowice
- Żdanów

## Sousední gminy
Bardo, Dzierżoniów, Kladsko, Nowa Ruda, Piława Górna, Ząbkowice Śląskie